# Пашена Балка
Паше́на Ба́лка — село в Україні, у Миколаївській сільській громаді Дніпровського району Дніпропетровської області. Населення за переписом 2001 року становить 378 осіб.

## Географія
Село Пашена Балка розташоване в степу на північний захід від Новомиколаївки і на схід від Миколаївки і є південно-західним передмістям Дніпра. Поруч проходить автомобільна дорога Т 0421.

## Сьогодення
- Дві молочні ферми.
- На північ від села розташований молодіжний табір.
- На схід — курган Могила-Довга.

## Населення

### Мова
Розподіл населення за рідною мовою за даними перепису 2001 року:
| Мова            | Кількість | Відсоток |
| --------------- | --------- | -------- |
| українська      | 324       | 85.71%   |
| російська       | 48        | 12.70%   |
| інші/не вказали | 6         | 1.59%    |
| Усього          | 378       | 100%     |

## Релігія
У селі розташований Храм Вознесіння Господнього ПЦУ.

## Постаті
- Гвоздинський Володимир Миколайович (1998—2022) — старший солдат Збройних сил України, учасник російсько-української війни.